# 伊藤瑶
伊藤瑶（いとう はるか、1994年6月2日 - ）は、日本のモデル、女優。名の「瑶」の字は人名漢字で第一水準ではないことから「伊藤遥」「伊藤揺」等に間違われることが多い。
兵庫県尼崎市出身、奈良県奈良市で育つ。所属事務所はエーライツ。

## 来歴・人物
- 兵庫県尼崎市に長女として生まれる。小学校入学前に引っ越し、奈良県奈良市で育つ。

- 2014年、阪急百貨店うめだ本店の うめはんメイツオーディションに合格。第2期うめはんメイツとなる。

## 出演
うめはんメイツとして阪急百貨店でのイベントやサイネージは除く。

### テレビ
- 起Doクリエイターズ.jp（RKB毎日放送、2014年8月10日）[うめはんメイツ]
- おはよう朝日土曜日です（朝日放送、2014年7月12日）[うめはんメイツ]
- 仮面ライダー鎧武 第16話・第17話（テレビ朝日、2014年2月2日・2月9日） - エキストラ（主人公が入り浸る喫茶店の客）
- 全力坂（テレビ朝日、2015年）ラブライフの全力リポーター（走っていません）
- 怪盗山猫 第6話（日本テレビ、2016年2月10日） - エキストラ（メッセージ画面の1コマ）

### ファッションショー
- VOGUE Fashion's Night Out（2015年10月17日 - 18日、阪急梅田店）[うめはんメイツ]
- 関西コレクション 2015 Spring/Summer（2015年4月12日、京セラドーム大阪）[うめはんメイツ]
- 神戸コレクション 2015 Spring/Summer（2015年3月7日、ワールド記念ホール）[うめはんメイツ]
- 日本女子博覧会 JAPAN GIRLS EXPO 2015春（2015年2月21日、インテックス大阪）[うめはんメイツ]
- 関西コレクション 2014 Autumn/Winter（2014年9月21日、京セラドーム大阪）[うめはんメイツ]
- 神戸コレクション 2014 Autumn/Winter（2014年8月30日、ワールド記念ホール）[うめはんメイツ]
- Tokyo Fashion Collection（2014年7月12日、パシフィコ横浜）
- Tokyo Fashion Collection（2014年5月1日、赤坂BLITZ）

### イベント
- オリ姫デー[1]（2015年5月29日、京セラドーム大阪）[うめはんメイツ]

### 舞台
- 『WORLD』再演（2015年7月30日 - 8月2日、東京芸術劇場シアターイースト） - ヨウキ 役
- 『WORLD』（2013年12月19日 - 23日、池袋シアターグリーン BIG TREE THEATER） - ヨウキ 役
- 『鉄火のいろは』[2]（2013年8月28日 - 9月1日、中目黒ウッディシアター） - 小染 役